# Ahéville
Ahéville település Franciaországban, Vosges megyében. Lakosainak száma 67 fő (2022. január 1.). Ahéville Jorxey, Racécourt, Vaubexy, Velotte-et-Tatignécourt, Vroville, Avillers és Bazegney községekkel határos.

## Népesség
A település népességének változása:
| Lakosok száma | 57   | 64   | 67   | 69   | 71   | 75   | 73   | 70   | 67   |
|               | 2013 | 2015 | 2016 | 2017 | 2018 | 2019 | 2020 | 2021 | 2022 |